# Passos Pesados
Passos Pesados (Ponta Delgada, 1991) são uma banda de rock portuguesa, foram pioneiros do rock nos Açores. Em 2021 recebeu um voto de congratulação por parte do Governo Regional dos Açores, devido ao seu contributo para a cultura musical do arquipélago.

## História
A banda integra-se nos estilos musicais de rock e pop, compondo no idioma português.
A apresentação da banda ao público teve lugar na discoteca Cheers, em São Miguel, no dia 2 de Fevereiro de 1991, tendo sido fundada por Toni Pimentel. Foi considerada pelo jornal Açoriano Oriental como «um dos símbolos da década de 90, muito fértil na música ‘made in’ Açores». Entrevistado pela Rádio Açores/TSF em Fevereiro de 2009, Toni Pimentel recordou que foi «uma novidade fazer música rock original em português», uma vez que então «só se ouviam covers». Nessa época operou-se uma verdadeira «revolução musical», centrada na cidade de Ponta Delgada, e que teve como origem o programa Novas Ondas e o evento Pop Rock 92, no Coliseu Micaelense. Porém, grande parte dos agrupamentos musicais acabaram por se dispersar, fazendo da banda Passos Pesados uma das poucas sobreviventes dessa era. Toni Pimentel comentou que a sobrevivência das bandas estava na «diferenciação», tendo explicado que a excessiva canalização para estilos ligados ao Metal levou à extinção de um grande número de grupos. Como exemplo, apontou o disco que estava a ser preparado pela banda, que foi fortemento influenciado pelo folclore regional dos Açores, no sentido de «lhe dar uma nova roupagem rock». Foi uma das primeiras bandas no arquipélago dos Açores a ter um repertório completamente original. Questionado sobre a forma como os novos formatos digitais estavam a prejudicar os músicos, respondeu que a Internet poderia ser uma oportunidade para as bandas dos Açores ultrapassarem os constrangimentos causados pelo isolamento e periferia, tendo apontado como um dos exemplos de internacionalização a forma como o primeiro videoclip da banda tinha sido filmado nas Cataratas de Niagara.
Originalmente, a banda era composta por Toni Pimentel, nas vozes e guitarra, Luís Ferreira, igualmente em voz e guitarra, Rui Vitorino no baixo, e Pedro Vale na bateria. Toni Pimentel explicou que a banda mudou de formação várias vezes ao longo da sua história, algo que considerou de positivo «porque cada pessoa dá um cunho pessoal» às músicas, tendo afirmado que «os Passos Pesados têm sido uma escola de músicos não oficial». Em 2021 era composta, além de Toni Pimentel, por Pedro Castelo Branco na guitarra solo, Paulo Pimentel no baixo e vozes, e Pedro Botelho na bateria e vozes.
Ao longo da sua existência marcou presença num grande número de concertos, tanto nos Açores como no continente, tendo actuado igualmente para vários canais de televisão portugueses e estrangeiros. Em 2003 a banda teve um dos seus concertos mais memoráveis, realizado no Estádio da Luz. Em Agosto de 2017 participou no Monte Verde Festival, na Ilha de São Miguel.

## Reconhecimento
Em 23 de Fevereiro de 2021 recebeu um voto de congratulação por parte do Governo Regional dos Açores, devido ao seu contributo para a cultura musical do arquipélago. Segundo o comunicado, «desde a sua constituição que este agrupamento adota o lema de ajudar a música, que por cá se faz, a dar um "Passo" cada vez maior na abertura de novos horizontes no campo musical, assim como no apadrinhamento de vários projetos musicais que vão aparecendo no panorama musical açoriano», acrescentando que «têm contribuído, ao longo de três décadas, para que a música feita nos Açores continue a ser reconhecida para além-fronteiras, de uma forma séria e muito consciente das nossas condicionantes geográficas, culturais e técnicas». Destacou igualmente a «persistência e o grande exemplo que estes músicos dão às gerações mais novas de como é possível trabalhar em prol da cultura açoriana ao longode tanto tempo. É mais um exemplo de como podemos juntar as nossas vidas familiares, profissionais, sociais com a partilha cultural, fazendo o que se gosta, valorizando o nosso património musical açoriano».
Foram uma bandas que integraram o projecto Histórias com Banda Sonora desenvolvido pela Câmara Municipal de Ponta Delgada em parceria com a RTP - Açores, com o objectivo de recolher os testemunhos e registar o contributo para cultura de vários grupos musicais nos últimos 50 anos.

## Discografia
Álbuns
Vícios (1997)
Até que o Mundo Acabe (2000)
Dez (2002)
Perdido no Espaço (2005)
O Que Mudou (2006)
Recortes (2008)
Quando a Água do Mar (2012)
Vidas (2015)
25 -26 (2017 )
Vinil (2021)
Porto de Abrigo (2025)
Singles
"Fuel" (1992)
Participação na 1ª Colectânea MM Music ("Fuel 5") (1996)
"Santa Santa" (2003)
"Ó SLB Benfica" (2004)